# Jacques Elisée Veret
Pour les articles homonymes, voir Veret.
Ne doit pas être confondu avec Jacques Emmanuel Veret.
Jacques Elisée Veret, né le 14 octobre 1805 à Nyon et mort le 22 juillet 1871 à Nyon, est un ingénieur, un préfet et une personnalité politique suisse.

## Biographie
De confession protestante, originaire de Nyon, Jacques Elisée Veret est le fils de Jacques Emmanuel Veret, député au Grand Conseil vaudois et préfet de Nyon, et de Jacqueline Françoise Duvillard, fille de François Louis Duvillard. Il épouse en 1858 Olga Elise Frédérique de Stielau. Jacques Elisée Veret suit l'École centrale des arts et manufactures de Paris (Promotion 1832) et devient ingénieur. Parallèlement à son parcours politique, il est en 1842 substitut du préfet, puis préfet de Nyon entre 1853 et 1862. Il est en outre l'intendant du domaine de Napoléon-Jérôme Bonaparte à Prangins ainsi que, dès 1867, receveur pour le district de Nyon. Il est colonel de brigade dans l'Armée suisse.

### Parcours politique
Jacques Elisée Veret est député au Grand Conseil vaudois de 1836 à 1852. Membre du mouvement radical, il participe à la Révolution radicale de 1845 à l'issue de laquelle il est élu au gouvernement provisoire du canton de Vaud le 14 février 1845, puis au Conseil d'État six mois plus tard. Démissionnaire en 1852, il s'y engage notamment pour la création de la Banque cantonale vaudoise,.